# Budy (Jastrowie)
Budy (deutsch Jagdhaus) ist ein Dorf  in der Landgemeinde (Gmina) Jastrowie (Jastrow) im Powiat Złotowski (Flatower Kreis) der polnischen Woiwodschaft Großpolen.

## Geographische Lage
Das Kirchdorf liegt im Netzedistrikt im ehemaligen Westpreußen, an der Plietnitz, etwa zwanzig Kilometer nordöstlich von Deutsch Krone (Wałcz), zwölf Kilometer westsüdwestlich von Jastrow (Jastrowie) und 14 Kilometer südöstlich von Rederitz (Nadarzyce).

## Geschichte

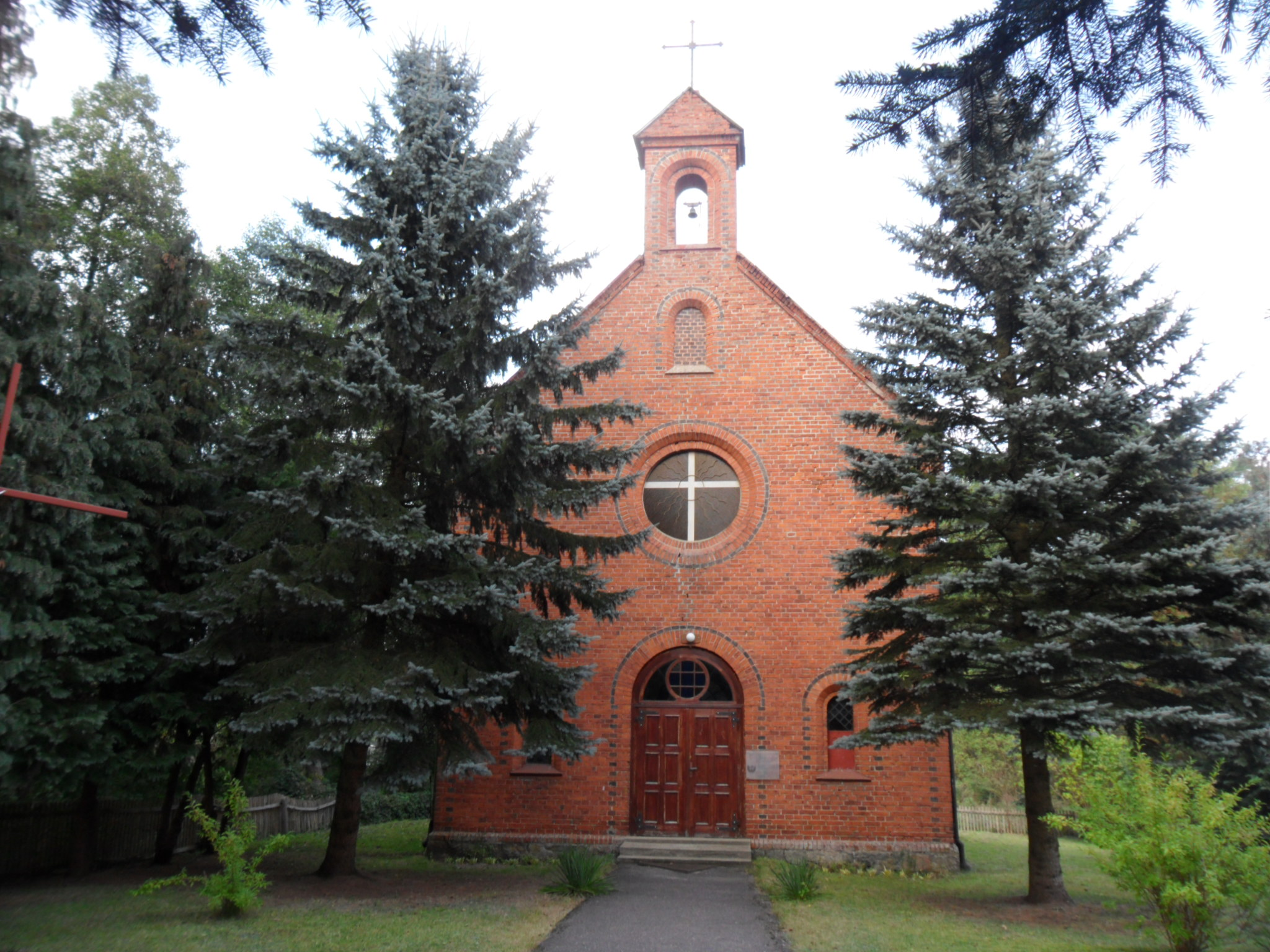
Dorfkirche, bis 1945 Gotteshaus der katholischen Gemeinde Jagdhaus (September 2012)

Die Grenzregion des Netzedistrikts, in der das Dorf liegt, hatte ursprünglich zum Herzogtum Pommern gehört, war vorübergehend unter polnische Herrschaft gelangt und dann an die Markgrafen von Brandenburg gekommen. Im Rahmen der Ersten Teilung Polen-Litauens kam das Dorf 1772 zusammen mit dem Landkreis Deutsch Krone zurück an Preußen.
Das Dorf gehörte einst zum Amt Neuhof. Ältere Ortsnamen sind Budy (1574) und Jachthus (1607), neupolnisch Myślistwo. Beide polnische Ortsbezeichnungen stimmen der Wortbedeutung nach mit der deutschen überein. Das Dorf hatte ein Privilegium von 1584.
Um 1930 hatte die Gemeinde eine 13,2 km² große Gemarkungsfläche, und auf dem Gemeindegebiet befanden sich drei Wohnplätze, auf denen insgesamt 56 bewohnte Wohnhäuser standen:
- Forsthaus Marienbrück
- Jagdhaus
- Marienbrück

Im Jahr 1945 gehörte das Dorf Jagdhaus zum Landkreis Deutsch Krone im Regierungsbezirk Grenzmark Posen-Westpreußen der preußischen Provinz Pommern des Deutschen Reichs. Brunk war dem Amtsbezirk Rederitz zugeordnet.
Im Februar 1945 wurde Jagdhaus von der Roten Armee besetzt. Nach Beendigung der Kampfhandlungen wurde die Region seitens der sowjetischen Besatzungsmacht zusammen mit ganz Hinterpommern und der südlichen Hälfte Ostpreußens – militärische Sperrgebiete ausgenommen – der Volksrepublik Polen zur Verwaltung überlassen. Es wanderten nun Polen zu. Jagdhaus wurde unter der polnischen Ortsbezeichnung „Budy“ verwaltet. Die einheimische Bevölkerung wurde von der polnischen Administration aus Jagdhaus vertrieben.

### Demographie
| Jahr | Einwohner | Anmerkungen |
| ---- | --------- | --- |
| 1783 | –         | königliches Dorf, Vorwerk und Wassermühle mit einer katholischen Filialkirche von Zippnow, 31 Feuerstellen (Haushaltungen), im Netzedistrikt, Kreis Krone |
| 1818 | 163       | königliches Dorf, Amt Schrotz Dorf |
| 1852 | 434       | [ 5 ] |
| 1864 | 517       | davon 454 Evangelische und 59 Katholiken |
| 1910 | 382       | am 1. Dezember, darunter 308 Evangelische und 74 Katholiken, eine Person mit polnischer Muttersprache                                                     |
| 1925 | 403       | darunter 307 Evangelische und 96 Katholiken |
| 1933 | 384       | [ 8 ] |
| 1939 | 340       | [ 8 ] |

## Kirche
Die Protestanten der bis 1945 anwesenden Dorfbevölkerung gehörten zum evangelischen Kirchspiel Zippnow.